# Rheinstrom (Film)
Rheinstrom ist ein Dokumentarfilm in Schwarzweiß aus Deutschland vom Regisseur Peter Nestler aus dem Jahr 1965. Der Film wurde am 30. März 1965 in München uraufgeführt. Er handelt von Arbeitswelt und Freizeit an der wichtigen Verkehrsader Deutschlands.

## Inhalt
Zu Beginn des Filmes beobachten wir einen Winzer bei seiner Arbeit, um gleich danach in einer langen Sequenz den Menschen beim Weintrinken zuzusehen. Doch diesen fast humorvollen Ausflug in den Bereich des Genusses und der Entspannung hebt der Sprecher unmittelbar auf, wenn er über den Winzer sagt:  „Sein Blick entspannt sich nicht, wenn er den Trauben nachguckt, die in dem Trichter verschwinden, um das zu werden, was Arbeit und Trübsinn vergessen macht.“
Einsetzendes Motorengeräusch verweist akustisch auf die vorbeiziehenden Lastkähne, die Tätigkeit des Schiffsführers und die harten und gefährlichen Verladearbeiten im Hafen. Kalium wird von einem Lastschiff auf das andere verbracht. Die Kamera folgt den Menschen, die an den Hafenbesichtigungsfahrten teilnehmen und zeigt schließlich eine alte Frau, die auf einer Bank sitzt: „Sie sitzt und kuckt und denkt sich ihren Sohn zwischen den Schuppen und Schiffen“.
Der Film klingt in einer Kneipe aus, wo Hafenarbeiter ihren Tag Revue passieren lassen. Wieder setzt Gitarrenmusik ein: eine Frau geht an der Hafenmole entlang und ins Off.

## Rezeption
Ähnlich wie in Mülheim/Ruhr prallen in diesem Film die Gegensätze zwischen den Welten aufeinander, in Rheinstrom sind es Freizeitverhalten und Arbeitswelt, die entlang des Flusses als ökonomisch wichtiger Verkehrsader aufeinanderprallen.

„Rheinstrom ist ein materialistisches Gedicht und es heißt einmal darin „Frei geboren ist der Strom“ und meint vielleicht mit dem Fluß auch die Menschen.“

Rheinstrom ist aktuell in einer DVD mit dem Gesamtwerk Peter Nestlers zugänglich, der 35-mm-Film wurde auf DCP (Digital Cinema Package) transferiert.